# 183182 Weinheim
183182 Weinheim è un asteroide areosecante. Scoperto nel 2002, presenta un'orbita caratterizzata da un semiasse maggiore pari a 2,4305278 UA e da un'eccentricità di 0,3204202, inclinata di 6,89981° rispetto all'eclittica.
L'asteroide è dedicato all'omonima località della Germania.